# Ernest Reyer
Louis Étienne Ernest Rey, dit Ernest Reyer, né le 1er décembre 1823 à Marseille et mort le 15 janvier 1909 au Lavandou, est un compositeur français.

## Biographie
Son père, Aimé Augustin Estienne Rey, notaire marseillais, ne désire pas voir son fils embrasser une carrière musicale. Il ne lui fait pourtant pas obstacle et lui permet de suivre les cours du Conservatoire de six à seize ans. Il est inscrit au lycée Thiers de Marseille au cursus de commerce nouvellement créé.
En 1839, à l'âge de seize ans, Ernest part pour l’Afrique travailler sous les ordres de son oncle maternel Louis Farrenc, chef de la comptabilité à la Trésorerie centrale du gouvernement de l'Algérie. Cet emploi ne lui convient pas et Reyer montre les plus parfaites indiscipline et nonchalance. On dit de lui que les papiers administratifs ne lui servent qu'à écrire d'innombrables essais de jeunesse, romances peu originales ou morceaux de danse. Ces premiers écrits d'autodidacte authentique lui permettent de se faire une notoriété locale et les milieux algérois apprécient notamment une messe restée inédite, exécutée à la cathédrale Saint-Philippe lors de l'arrivée du duc d'Aumale en 1847.

### L’entrée dans le milieu des artistes parisiens
Lors des événements de 1848, il monte à Paris. Cette période le voit introduit, à moins de trente ans, dans le milieu bohème des artistes parisiens, comme Gustave Flaubert, le chansonnier Dupont ou Théophile Gautier. Il parvient tout de même à conserver son allure toute provençale (d'aucuns diraient « populaire »), continuant à fréquenter les petites gens avec lesquels il adore jouer aux dominos tout en fumant la pipe, cette pipe dont il dit qu'il lui doit ses meilleures inspirations.
Sa tante, Louise Farrenc, professeure de piano au Conservatoire et compositrice de talent, dirige ses études, et dès 1850, il compose la musique d'une ode symphonique avec chœurs, signée Théophile Gautier, le Sélam, exécutée au théâtre italien. En 1854, il compose la musique d'un opéra en un acte, Maître Wolfram, dont le libretto est de Joseph Méry. L'œuvre est jouée à l'Opéra-Comique. Sur cette œuvre, le maître, Hector Berlioz, repère Reyer. Il déclare que la musique du Marseillais n'avait « rien de commun avec la démarche tantôt affectée, tantôt dégingandée de la muse parisienne […]. Ses mélodies ont du naturel […]. Il y a du cœur et de l'imagination là-dedans. »
Peu à peu, une certaine renommée s'installe. En 1857, Charles Monselet écrit de lui : « Est-ce un musicien qui écrit ou un écrivain qui fait de la musique ? Je ne sais, mais je le tiens pour un garçon d'esprit, qui fera son chemin en chantant et en écrivant. » Certes, Reyer ne fait pas (encore) l'unanimité et quelques critiques pointent du doigt son orchestration qui n'est pas, semble-t-il, au niveau de son génie musical.

### Les meilleures années
L'année suivante, il compose un ballet, Sakountala, dont le mimodrame était une fois de plus de Théophile Gautier, d'après La Reconnaissance de Shâkountalâ. Le ballet est joué vingt-quatre fois jusqu'en 1860.
En 1861, il s'attelle à un opéra-comique en trois actes et six tableaux, La Statue, dont le libretto est tiré des Mille et Une Nuits. Les paroles sont signées Michel Carré et Jules Barbier. En moins de deux ans, La Statue totalise une soixantaine de représentations, un chiffre impressionnant pour l'époque.
L'œuvre de Reyer est enfin unanimement reconnue, et la consécration vient en 1862. Le 14 août, le compositeur marseillais devient chevalier de la Légion d'honneur. Cette même année, il compose Érostrate, un opéra en deux actes, joué le 20 aout 1862 au théâtre de Baden-Baden, sous le regard des grandes familles d'Europe, ce qui lui vaut de recevoir la distinction de l'Aigle Rouge des mains de la reine de Prusse.
Peu à peu, pourtant, sa renommée commence à décliner. Le même Érostrate échoue complètement à Paris et ne peut totaliser trois représentations, ce qui prive l'œuvre de sa présentation à l'Opéra.

### Le retour après le désert et la consécration
Sans doute sous le coup de la déception, et de la fatigue aussi peut-être, Reyer cesse alors de composer durant plus de vingt années, hormis quelques compositions sans ambition aucune. Il entre dans la presse artistique, à la Revue française, au Moniteur universel, à la Gazette musicale, au Journal des débats, ou au Courrier de Paris. Il devient membre de l'Académie des beaux-arts en remplacement de Félicien David, le 11 novembre 1876.
C'est seulement en janvier 1884 (à 61 ans) qu'il fait représenter son œuvre majeure à La Monnaie de Bruxelles : Sigurd, un opéra en 4 actes et 9 tableaux esquissé en 1862. Le livret est de Camille du Locle et Alfred Blau et, en mai suivant, Sigurd est donné au Covent Garden de Londres, puis au théâtre de Lyon en janvier 1885, et enfin à l'Opéra de Paris, le 5 juin de la même année.
Il doit son succès tant à la magie de la musique qu'au talent incomparable de ses interprètes. À cet égard, la cantatrice Rose Caron donne un véritable souffle épique à l'œuvre dans le rôle de Brunehilde et emporte l'adhésion de tous les spectateurs. En deux ans, Sigurd obtient cinquante représentations et en aurait sans doute eu davantage sans le retour de la cantatrice à Bruxelles.

### Sa dernière œuvre:Salammbô
La dernière grande œuvre de Reyer, Salammbô, toujours avec sa cantatrice vedette, la Caron, est représentée quarante-six fois de mai à décembre 1892. L'œuvre est pourtant antérieure de plusieurs années, mais les mêmes résistances qui ont retardé l'admission de Sigurd sont reparues. Elle est représentée d'abord à La Monnaie de Bruxelles, en février 1890, puis au théâtre des Arts de Rouen, le 23 novembre suivant. Son arrivée à Paris date du 16 mai 1892.

### Fin de vie

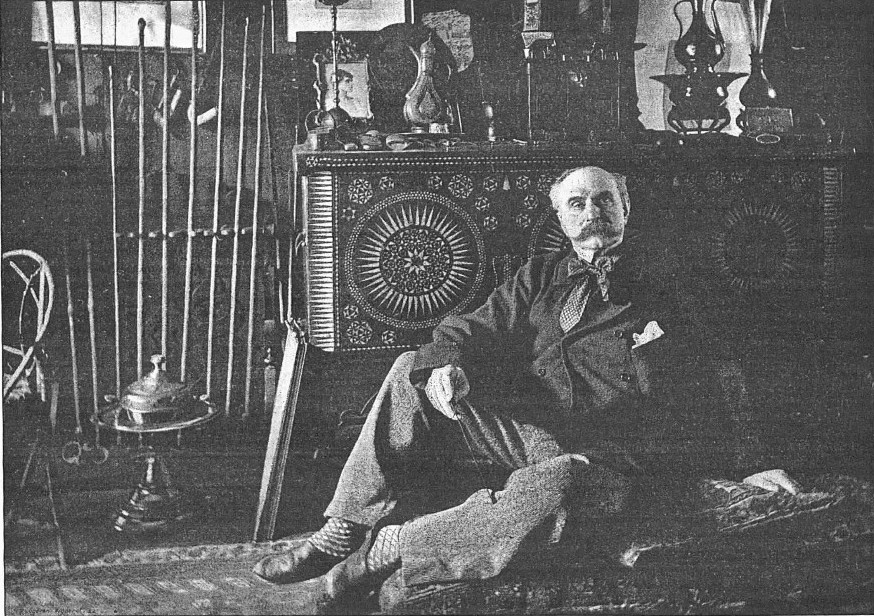
Ernest Reyer chez lui par Dornac au début des années 1890.

Peu à peu, le déclin pointe. Sur la fin du siècle, Maître Wolfram et La Statue sont repris, mais les œuvres ont soudain une allure bien vieillotte. Reyer n'a certes plus rien à prouver. Il fait alors de bien brefs séjours à Paris, préférant vivre l'hiver au Lavandou et l'été à Mouthier-Haute-Pierre, où il rencontre Césaire Phisalix, qui a mis au point le sérum contre les morsures de vipères. Il se rend aussi occasionnellement à Marseille, où il garde de nombreux amis.
À sa mort, le 15 janvier 1909, à son domicile du Lavandou, il conserve auprès de ses pairs une réputation de grand compositeur, mais également de grand homme. Théophile Gautier parle, à son sujet, de « l'amour de son art poussé jusqu'à la passion et au fanatisme, un enthousiasme pour le beau que rien ne décourageait, et la résolution immuable de ne jamais faire de concession au mauvais goût du public ». Commentaires auxquels Henry Roujon, secrétaire perpétuel de l'Académie des beaux-arts, ajoute : « Louera-t-on jamais assez l'unité morale de sa vie, la rigueur de ses principes, la dignité de son attitude, son mépris de la réclame, et cette austérité artistique qui fut inébranlable, sans se draper jamais. »
Il repose au cimetière Saint-Pierre de Marseille. Il a été promu au grade d’Officier de la Légion d’honneur, le 29 décembre 1888, de Commandeur, le 31 décembre 1891, élevé à la dignité de Grand Officier le 10 août 1899, et enfin de Grand'Croix, le 22 juillet 1906 .

### Hommages
En 1926, l'avenue Ernest-Reyer à Paris a reçu son nom en hommage. Il existe également une rue Ernest Reyer à Hyères, ainsi qu'à Mouthier-Haute-Pierre et à Cannes. Une avenue du 9e arrondissement de Marseille, sa ville natale, et une place du 1er arrondissement sur laquelle est situé l'opéra de Marseille portent aussi son nom. Une statue est implantée sur le plateau du parc Longchamp à Marseille. Au Lavandou, commune où il s'éteignit, la place devant l'hôtel de ville porte également son nom ; son buste y est présent. Une rue Ernest Reyer existe aussi à Alger.

### Anecdote
Reyer a composé, à l'occasion des funérailles du maréchal Gérard, en 1852 une marche funèbre, dont la musique a été reprise pour une chanson licencieuse, La Mort, l’apparition et les obsèques du capitaine Morpion, attribuée à Théophile Gautier et plus connue sous le nom de De profundis morpionibus.